# Transports en Andorre
Cet article présente diverses statistiques et informations sur les infrastructures de transport de la Principauté d'Andorre.

## Chemin de fer
Aucun réseau ferroviaire n'existe en Principauté d'Andorre. Cependant, la principauté a financé en 2008 75% des travaux d'extension de la gare d'altitude dénommée depuis gare d'Andorre - L'Hospitalet, située en France sur la ligne de Portet-Saint-Simon à Puigcerda (frontière) mais la seule proche.

## Transport en commun

### Lignes nationales et internationales
La principauté est couverte par un réseau de transport en commun national, les lignes régulières d'Andorre (Línies regulars d'Andorra), organisé sous l'égide du ministère des transports, constitué de sept lignes de jour (L1, L2, LC, L4, L5, L6, Bus Exprés) et de trois lignes de nuit (Bn1 à Bn3) en fin de semaine et les jours de fêtes paroissiales, auxquelles s'ajoutent les skibus et les lignes transfrontalières reliant le pays à l'Espagne et à la France.
En outre, des services de skibus sont proposés vers les stations de ski.
Le réseau est centré sur la gare nationale d'autobus (Estació Nacional d'Autobusos) inaugurée le 4 mai 2017, qui est aussi le point de départ de nombreuses lignes internationales, notamment vers la France et l'Espagne (Toulouse, Barcelone, la Seu d'Urgell, etc.) mais aussi le Portugal.

### Lignes paroissiales
Chaque paroisse à l'exception de Canillo propose aussi un service de transport en commun communal :
- Encamp : L'ancien service communal a été supprimé en 2013[3], une ligne pour Engolasters a été remise en service en 2019 conjointement avec la paroisse d'Escaldes-Engordany.
- Ordino (exploité par Andbus)[4] :
  - Ligne Ordino-El Serrat ;
  - Ligne Ordino-Col d'Ordino ;
  - Ligne El Serrat-Sorteny-Arcalis (en été).
- La Massana (exploité par la Cooperativa Interurbana Andorrana)[5] :
  - Ligne M1 : Desserte d'Erts et d'Arinsal ;
  - Ligne M2 : Desserte d'Erts et de Pal ;
  - Ligne M3 : Desserte d'Escàs, Sispony, Anyós et L'Aldosa de la Massana ;
  - Ligne M4 : Desserte de L'Aldosa de la Massana, Anyós, Sispony et Escàs.
- Andorre-la-Vieille (exploité par Andbus)[6] :
  - Ligne LM (La Margineda) ;
  - Ligne LS (Els Serradells) ;
  - Ligne LV (Ciutat de Valls).
- Sant Julià de Lòria, réseau Quart Bus (exploité par Grup Montmantell)[7] :
  - Ligne Q1 : Desserte de El Tossal et d'Aixirivall ;
  - Ligne Q2 : Desserte de Juberri et Naturlandia.
- Escaldes-Engordany (exploitant inconnu)[8]
  - Circuit no 1 : Ligne Escaldes-Engolasters ;
  - Circuit no 2 : Ligne Encamp-Engolasters.

## Routes
La première route à avoir été reliée au territoire espagnol date de 1913. La frontière française n'a été quant à elle, connectée au réseau routier andorran qu'en 1931.
Total : 269 km
- revêtues : 198 km
- non revêtues : 71 km (1994)

### Ouvrages d'art
Le tunnel d'Envalira, tunnel routier à péage, à deux voies, long de 2,9 km, relie à 2000 mètres d'altitude le Pas de la Case à Grau Roig et au reste du territoire de la Principauté. Il a été ouvert en mai 2002. Un viaduc franchissant l'Ariège le raccorde directement à la RN 22, côté français, en évitant l'agglomération du Pas de la Case.
On dénombre sur le territoire un nombre très élevé de ronds-points (plus de 80), ce qui le place en tête en termes de rond-point par habitant avec environ 1 rond-point pour 1000 habitants. A titre de comparaison, on compte en France 0,95 rond-point pour 1000 habitants.

## Aéroport
L'aéroport Andorre–La Seu d'Urgell, situé au sud dans la comarque de l'Alt Urgell en Catalogne, fonctionne avec notamment une liaison régulière vers Madrid et des vols charters.
Envisagé sur la paroisse d'Encamp, vers Grau Roig, près du Pas-de-la-Case, un projet d'aéroport international sur le territoire andorran a été annoncé le 16 mars 2021 par la chambre de commerce et d'industrie d'Andorre, puis annulé en juin 2021 à la suite d'un rapport de l'OACI estimant que la configuration du site n'offrait pas toutes les garanties de sécurité.

## Remontées mécaniques
Quelque 105 installations au travers de quatre stations de sports d'hiver, réparties sur l'ensemble du territoire.

## Port
Au vu de l'éloignement de toute côte maritime et de l'absence de cours d'eau navigable, aucun port n'existe au sein de cet état.